# Aéroport municipal de Zanesville
L'aéroport municipal de Zanesville est un aéroport situé dans l’Ohio, aux États-Unis.